# The Smile (együttes)
A The Smile egy angol rockzenekar, melyet a Radiohead tagjai, Thom Yorke (ének, gitár, basszusgitár, billentyűk) és Jonny Greenwood (gitár, basszusgitár, billentyűk) és Tom Skinner (a Sons of Kemet egyik dobosa) dobos alkot. Producere Nigel Godrich, a Radiohead régi producere. Zenéjükre a poszt-punk, a progresszív rock, az afrobeat és az elektronikus zene műfaji elemei jellemzőek.
A  The Smile a COVID-19-zárlatok idején adott életjelet először magáról, és meglepetés koncerten debütált a Glastonbury Fesztivál által közvetített előadáson 2021 májusában. Az Uncut Magazine készítette interjúban azonban felfedték, hogy az első próbáik 2018-ban voltak. 2022 elején hat kislemezt adtak ki, ezzel hirdetve készülő debüt lemezüket. 2022. január 29-én és 30-án először léptek közönség elé három londoni koncerten, amelyeket élőben közvetítettek. Májusban a The Smile kiadta első albumát A Light for Attracting Attention címmel, és nemzetközi turnéra indult.

## Történet
Ahogy Jonny Greenwood mesélte, a The Smile abból indult, hogy a COVID-19-zárlat alatt Thom Yorke-kal akart együtt dolgozni. A The Smile producere Nigel Godrich, a Radiohead régi producere. Godrich elmondta, hogy a projekt abból indult ki, hogy Greenwood "megírta ezeket a riffeket, várva, hogy történjen valami". Motiváló tényezőként a világjárványt és a Radiohead gitárosának, Ed O'Briennek az elérhetetlenségét említette, aki az Earth című debütáló szólóalbumával volt elfoglalva. Greenwood így nyilatkozott: "Nem volt sok időnk, de néhány dalt együtt akartunk befejezni. Nagyon stop-start, de boldog módja a zenélésnek." Azonban nem pusztán a világjárvány eredményeként létrejött lezárások hívták életre ezt a formációt, mivel már 2018-ban is tartottak próbákat ebben a felállásban.
Greenwood és Yorke bevonták Tom Skinner dobost, aki a Sons of Kemet dzsesszegyüttes dobosa. Skinner  már 2012-ben dolgozott együtt Greenwoddal a The Master című film filmzenéje kapcsán, melyet Greenwood írt. A The Smile tagjai megegyeztek abban, hogy nem adnak további interjút a projektről.
A The Smile nevüket Ted Hughes versének címéről kapták. Yorke azt mondta, hogy "nem az a mosoly, mint az 'ahw'-ban, inkább a mosoly, mint az arcé, aki napról napra hazudik neked". A The Smile a Glastonbury Festival által készített Live at Worthy Farm című koncertvideó meglepetés előadásában debütált, mely 2021. május 22-én került közvetítésre. A zenekar nyolc dalt adott elő, Yorke és Greenwood közreműködésével gitáron, basszusgitáron, Moog szintetizátoron és Rhodes zongorán.

### Az első nyilvános előadások
Yorke előadott egy The Smile dalt, a "Free in the Knowledge"-t a Letters Live eseményen a londoni Royal Albert Hallban 2021 októberében. A dal előadása előtt kiállt a Brexit miatt nehéz helyzetbe került brit zenészek mellett, és magát a dalt is ez a téma inspirálta. 2022. január 29-én és 30-án a Smile először lépett közönség elé a londoni Magazine három előadásán, amelyeket élőben közvetítettek. Körszínpadon játszottak, és több számot is bemutattak, köztük a "Speech Bubbles", az "A Hairdryer", a "Waving a White Flag" és a "The Same" c. dalokat. A műsorok között szerepelt az "Open the Floodgates" is, amelyet Yorke 2010-ben adott elő először, és az 1979-es Joe Jackson " It's Different for Girls " című kislemez feldolgozása is elhangzott a három koncertből kettőn.
Az NME-ben James Balmont ötből négyet adott a londoni show-nak, és "aprólékos, magával ragadó cuccnak" nevezte azt. A Guardianban Kitty Empire ötből négyet adott, és azt írta, hogy "a The Smile zeneileg akkor a legmeggyőzőbb, amikor eltávolodik a a Radioheadtől", míg Alexis Petridis hármat adott rá, mondván, hogy "inkább érdekes, mint káprázatos, időnként varázslatos, tele lenyűgöző ötletekkel, amelyek nem mindig egyesülnek."

### A light for Attracting Attention
2022. április 20-án a The Smile bejelentette A Light for Attracting Attention című debütáló albumát. Május 13-án jelent meg digitálisan az XL Recordings gondozásában, majd június 17-én bakeliten. Az A Light for Attracting Attention kritikai fogadtatása jó volt; a Pitchfork kritikusa, Ryan Dombal azt írta, hogy ez "azonnal és összetéveszthetetlenül a Radiohead mellékprojektjeinek eddigi legjobb albuma". Elérte az ötödik helyet a brit albumlistán.
Az első kislemez, a " You Will Never Work in Television Again " 2022. január 5-én jelent meg a streaming platformokon. Ezt követte a " The Smoke ", a " Skrting on the Surface ", a " Pana-vision ", a  "Free In The Knowledge", és a "Thin Thing". Május 16-án a Smile európai és észak-amerikai körútjába kezdett. A turnén az A Light for Attracting Attention című album számain túl játszották a „Just Eyes and Mouth” és Yorke 2009-es „ FeelingPulledApartByHorses ” c. dalokat és új emellett új anyagokat is. December 14-én a The Smile kiadott egy kizárólag digitálisan elérhető EP-t, a The Smile (Live at Montreux-i Jazz Festival, 2022. július) c. koncertalbumot, melyet a svájci Montreux Jazz Festivalon előadott dalok némelyikéből állítottak össze.
A 2024-es koncerteken elhangzott eddig még kiadatlan számok:
- Colours Fly[31]
- Just Eyes and Mouth[32]
- Bodies Laughing[33]

A koncerteken bejelentették, hogy amint lehetőségük van rá, elkészítik a második albumukat.

### Wall of Eyes

#### Bending Hectic
2023. június 20-án jelent meg a trió következő dala, melynek címe Bending Hectic, amelyet már 2022-ben is hallhatott a közönség élőben a koncerteken. Ez az eddigi leghosszabb daluk (8 perc), még akkor is, ha a teljes Radiohead diszkográfiát nézzük. Ettől függetlenül közel sem ez a leghosszabb Thom Yorke szerzemény, hiszen megelőzi a 17 és fél perces Don't fear the light (Yorke első klasszikus zenei műve), illetve a Guiness rekordot is tartó Subterranea, mely 432 óra, vagyis 18 nap hosszúságú.

#### Wall of Eyes
2023. november 13-án megjelent a zenekar Wall of Eyes c. single-je, melyhez Paul Thomas Anderson rendezett videóklipet. A figyelmesebb rajongók láthatták, hogy több stúdiózós fotót posztolt a zenekar a social media felületein, illetve a Prince Charles nevű londoni mozi plakátjai között is megjelent egy videóklippből származó pillanatkép.
Maga a dal egy szamba-szerű alaphangzással bír, melyhez később csatlakoznak a Jonny Greenwod által komponált vonósok, melyek egy kísérteties és kényelmetlen atmoszférát teremtenek. A Consequence a hét dalának választotta a Wall of Eyes-t.
Bejelentették, hogy a single címe egyben a második albumuk címe is, mely 2024. január 26-án fog megjelenni a különféle fizikai hordozókra, azonban lehetséges az album előmentése, mely így már január 12-én meghallgatható a streaming platformokon.
A Wall of Eyes (album) tracklist-je:
1.      Wall of Eyes
2.      Teleharmonic
3.      Read the Room
4.      Under Our Pillows
5.      Friend of a Friend
6.      I Quit
7.      Bending Hectic
8.      You know me!
Az album legtöbb dalát a legutóbbi turné során már hallhatta a közönség, azonban szerepelnek rajta teljesen új szerzemények is, mint a „Wall of Eyes”, az „I Quit” és a „You Know me!”.

#### Friend of a Friend
2024. január 9-én jelent meg a zenekar újabb single-je, a Friend of a Friend, mely az előző turnéról lehet ismerős már a rajongóknak, de a setlisteken időnként "People on Balconies" címmel futott. A single klippjét ezúttal is Paul Thomas Anderson rendezte, melynek premierjére különleges körülmények között kerül sor.
A megjelenéskor bejelentettek egy különleges eseménysorozatot, mely pár világváros (pl. Amszterdam, Milánó, Róma, Tokió) moziközönségét örvendeztetheti meg. Lehetőség lesz ezeken az egyszeri eseményeken moziban megnézni az összes olyan klipet (illetve egy ún. one-reeler-t is), amelyet Paul Thomas Anderson készített különféle Thom Yorke projektekhez. Így tehát látható lesz a Daydreaming (Radiohead), The Numbers (Radiohead), Present Tense (Radiohead), Anima (Thom Yorke), illetve a két új The Smile single klipje: a Wall of Eyes és az ott megjelenő Friend of a Friend. A hangzás pedig egyedülálló módon 5.1-es lesz, illetve bizonyos mozikban ráadásul filmszalagról fogják játszani a klipeket.
A 2024-es koncerteken elhangzott eddig még kiadatlan számok:
- Instant Psalm[38]
- Zero Sum[39]
- Tiptoe[40]

### Don't Get Me Started/The Flip
2024. augusztus 2-án két kizárólag hanglemezen megjelenő dalt adtak ki, melyek a "Don't Get Me Started" és a "The Flip" címeket kapták. A meglepetés megjelenést pár sejtelmes mesterséges intelligenciával készült rövid videó hirdette a kiadást megelőző pár napban.

## Stílus
A Consequence azt írta, hogy a The Smile a poszt-punk,  a proto-punk és a matematikai rock műfaji elemeit hordozza magában. Pitchfork a Radiohead "vintage rock érzékenységéhez" hasonlította őket, "enyhe ugrálással Skinner dobjaihoz" és "a basszusvonalban Greenwood ismeretlen agressziójával". A Guardian kritikusa, Alexis Petridis szerint a Smile "egyszerre úgy hangzik, mint a Radiohead csontvázasabb és csomósabb változata", progresszív rock hatásokat kutat szokatlan időjelekkel, összetett riffekkel és "kemény" motoros pszichedeliával. Kitty Empire a "Just Eyes and Mouth"-ban afrobeat elemeket, az 1960-as évek elektronikus zenéjének és rendszerzenéjének hatását pedig az "Open the Floodgates" és a "The Same"-ben jegyezte meg. A Pitchfork kritikusa, Jayson Greene a „You Will Never Work in Television Again” című filmet a Radiohead 1995-ös The Bends albumára emlékeztető „nyers csontozatú rockszámnak” minősítette.

## Tagok
- Jonny Greenwood – gitár, basszusgitár, billentyűs hangszerek, zongora, hárfa
- Tom Skinner – dobok, ütőhangszerek, billentyűs hangszerek, háttérének
- Thom Yorke – ének, basszusgitár, gitár, billentyűs hangszerek, zongora

### További közreműködő zenészek
- Robert Stillman – szaxofon

## Diszkográfia

### Stúdióalbumok
- A Light for Attracting Attention – 2022. május 13.
- Wall of Eyes - 2024. január 26.
- Cutouts - 2024.

### Kislemezek
- You Will Never Work in Television Again
- The Smoke
- Skrting on the Surface
- Pana-vision
- Free in the Knowledge
- Thin Thing
- Bending Hectic
- Wall of Eyes
- Friend of a Friend
- Don't Get Me Started
- The Flip

### Koncertalbum
The Smile (Live at Montreux Jazz Festival, July 2022) – 2022. december 14.

## Fordítás
Ez a szócikk részben vagy egészben  a   The Smile (band) című angol Wikipédia-szócikk ezen változatának fordításán alapul.  Az eredeti cikk szerkesztőit annak laptörténete sorolja fel. Ez a jelzés csupán a megfogalmazás eredetét és a szerzői jogokat jelzi, nem szolgál a cikkben szereplő információk forrásmegjelöléseként.